# 山梨英和大学
山梨英和大学（やまなしえいわだいがく、英語: Yamanashi Eiwa College）は、山梨県甲府市横根町888番地に本部を置く日本の私立大学。1889年創立、2002年大学設置。大学の略称は山梨英和（やまなしえいわ）、YEC（ワイイーシー）。

## 概観

### 大学全体
山梨英和短期大学（1966年開学）を前身として、2002年に開学した単科大学である。

### 建学の精神
キリスト教信仰に基づく教育を理念に掲げる。

### 教育および研究
キリスト教精神に根ざした人材輩出を目指している。

### 学風および特色
- ミッションスクール
  - キリスト教教育が行われている。

- ICT教育

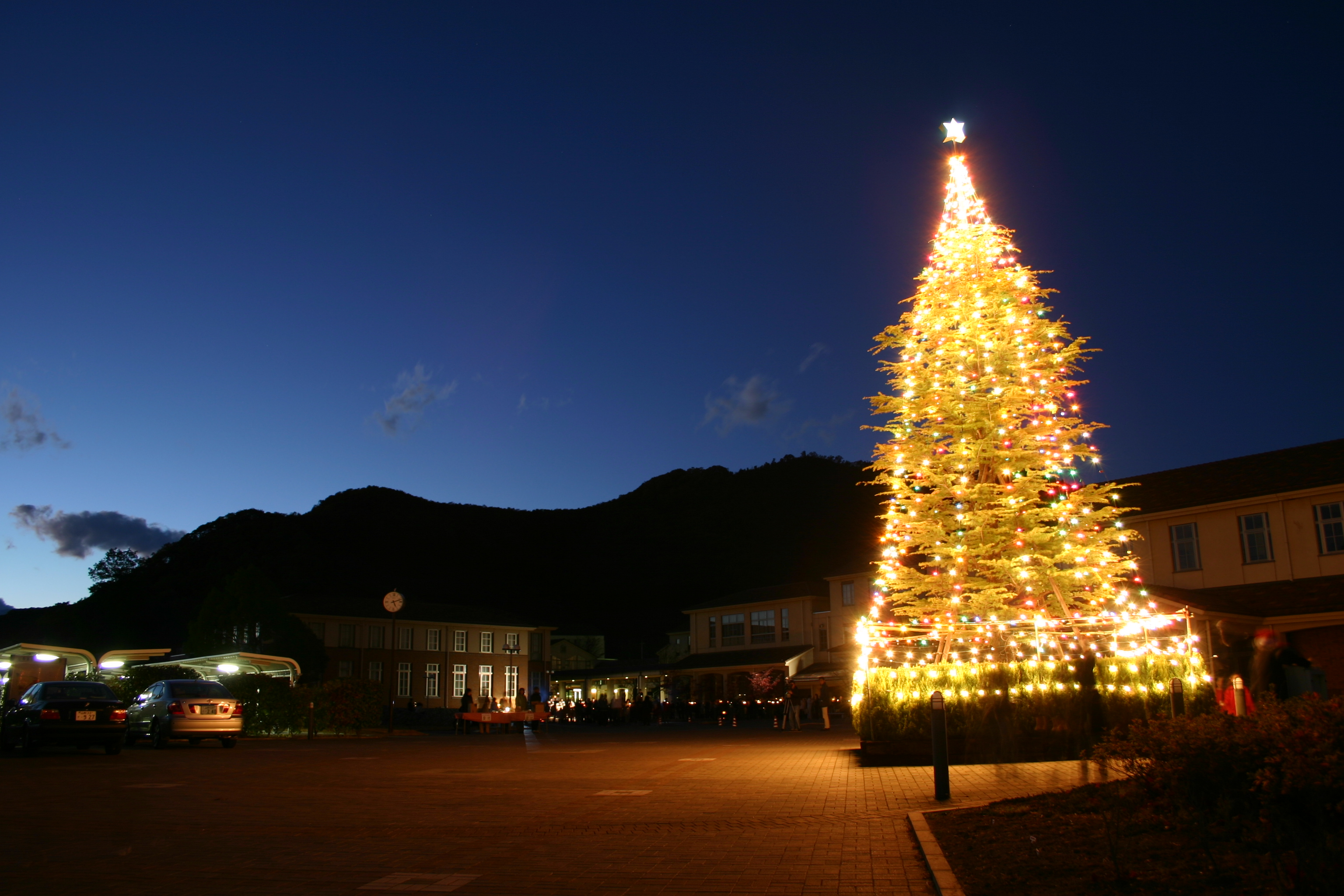
クリスマスツリー点火

  - 2013年度から、全新入生に対するMacBook Airの貸与などが実施している。

- キャンパス
  - 建築物は、レンガ色の屋根とクリーム色の壁からなるヴォーリズ建築である。

## 沿革
- 1966年 山梨英和短期大学 開学。国文科、英文科を設置
- 2004年5月28日 「山梨英和短期大学」正式廃止。

## 基礎データ

### 所在地
山梨県甲府市横根町888番地
北緯35度39分41.8秒 東経138度36分50.8秒 / 北緯35.661611度 東経138.614111度

### 象徴
- カレッジマークはカエデをベースに「山梨」のローマ字表記の頭文字である「Y」と「英和」の「E」が記されている。

## 教育および研究

### 組織

#### 学部
- 人間文化学部 人間文化学科
  - サイコロジカル・サービス領域
  - グローバル・スタディーズ領域
  - メディア・サイエンス領域

#### 大学院
- 人間文化研究科 臨床心理学専攻（修士課程）

#### 附属機関

##### 図書館

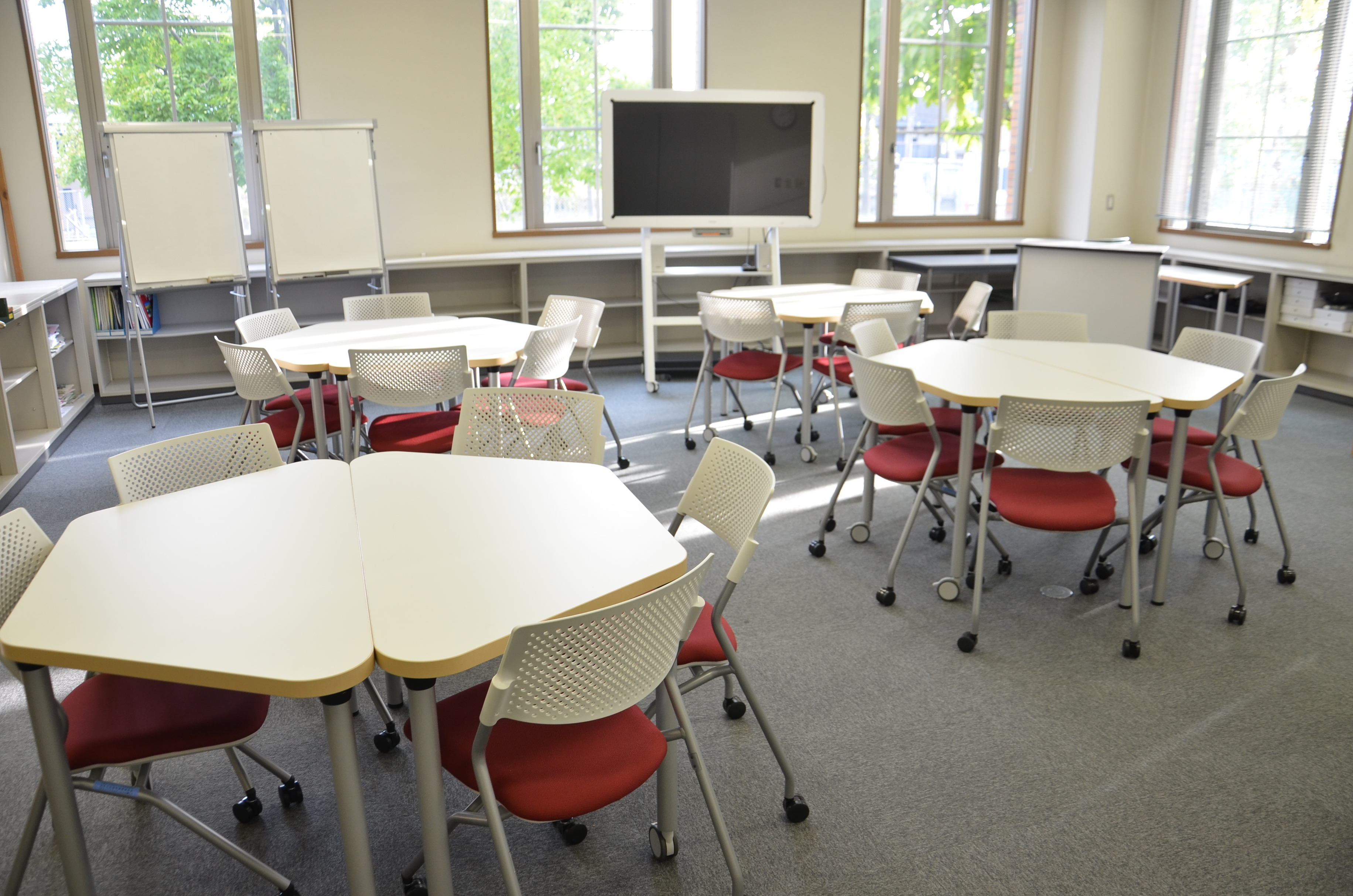
山梨英和大学附属図書館内ラーニング・コモンズ（I commonsの室内）

和訳聖書（個人訳が中心） を集めた門脇文庫（日本語聖書収集家・門脇清のコレクション）、江戸期の板本・漢籍が中心である齋藤文庫、日本文学関係を集めた磯部文庫などを収蔵している。
図書館内には、3つのラーニング・コモンズが設置されている。校訓の「敬神・愛人・自修」の頭文字から名付けられた、K commons・I commons・Z commonsという愛称がつけられている。

##### チャペルセンター
キリスト教のことなどを相談できる空間として機能している。

##### メイプルカレッジ
メイプルカレッジ講座（受講者だけを対象とした講座）と特別開放講座（大学の授業の一部を学生と一緒に受講する講座）を開講している。

##### 心理臨床センター
教員の指導のもと、大学院研修生がカウンセリングを担当することがある。

### 教育

#### 人間文化学部
言葉の理解と表現方法の習得、情報の伝達手法 （コミュニケーション能力）の習得、人間の心の理解などを幅広く学ぶ。様々な基礎能力の活用を実践的に修得するためのフルーエンシー科目群を基礎として、3つの専門領域とそれらの融合分野を横断的に学ぶというカリキュラムポリシーを採用している。
2・3年次では下記の3つの専門領域を学ぶ。 
- サイコロジカル・サービス領域：「こころ」を理解し「ひと」を支える心理の専門家をめざす
- グローバル・スタディーズ領域：グローバルな視点から日本と世界を見つめ、真の国際人をめざす
- メディア・サイエンス領域：ICTを駆使して新たな価値を創造するクリエイター、イノベーターをめざす

3・4年次では、「領域専門ゼミナール」や「卒業プロジェクト研究」などの専門領域を追究する科目と、人間文化学を横断的に学ぶための領域融合科目を学ぶ。

#### 人間文化研究科 臨床心理学専攻（修士課程）
臨床心理士資格認定試験受験資格の取得が可能である。

## 対外関係
アジア地域の留学生が多く在籍している。

### 国内姉妹校
「三英和大学包括連携に関する協定」を2017年6月に締結している。
- 東洋英和女学院大学
- 静岡英和学院大学

### 海外協定校
- 中国
  - 大連大学（市立）
  - 東北電力大学（国立）
  - 魯東大学（国立）
  - 山東工商学院（国立）
  - 吉林華橋外国語学院（私立）
  - 淮陰師範学院（国立）
  - 天津外国語大学（国立）
  - 中国海洋大学外国語学院（国立）
- 韓国
  - 漢陽女子大学（私立）
  - 建陽大学校（私立）
  - 培花女子大学（私立）
  - 協成大学校（私立）
  - 全州大学校（私立）
  - 忠南大学校（国立）
- 台湾
  - 真理大学（私立）
  - 国立台中教育大学（国立）
- カナダ
  - St.Paul’s University College（公立）

## 交通
- 甲府駅南口5番乗り場、善光寺、酒折駅入口より山梨交通バス91「山梨英和大学」行き･98系統「山梨英和大学経由石和温泉駅」行きに乗車し、「山梨英和大学」バス停下車
- 石和温泉駅より山梨交通バス98系統「酒折・甲府駅・長塚経由敷島営業所」行きに乗車、「山梨英和大学」バス停下車

## 公式サイト
- 山梨英和大学HP
- 山梨英和大学 (YamanashiEiwaCollegeOfficial) - Facebook
- 山梨英和大学 - YouTubeチャンネル
- 山梨英和大学 (@yamanashi-eiwa) - LINE公式アカウント
- 受験生応援サイト
- 山梨英和大学 受験生応援アカウント (@yec_navi) - X（旧Twitter）